# Caubous, Hautes-Pyrénées
Caubous är en kommun i departementet Hautes-Pyrénées i regionen Occitanien i sydvästra Frankrike. Kommunen ligger i kantonen Castelnau-Magnoac som tillhör arrondissementet Tarbes. År 2022 hade Caubous 30 invånare.

## Befolkningsutveckling
Antalet invånare i kommunen Caubous
| Referens: INSEE |